# 米歇尔·苏普莱
米歇尔·苏普莱（法語：Michel Souplet，1929年4月3日—2020年5月14日），法国政治人物，前参议院议员。